# MYOZ3
MYOZ3 (англ. Myozenin 3) – білок, який кодується однойменним геном, розташованим у людей на 5-й хромосомі. Довжина поліпептидного ланцюга білка становить 251 амінокислот, а молекулярна маса — 27 157.
| 10         |  | 20         |  | 30         |  | 40         |  | 50         |
| ---------- |  | ---------- |  | ---------- |  | ---------- |  | ---------- |
| MIPKEQKGPV |  | MAAMGDLTEP |  | VPTLDLGKKL |  | SVPQDLMMEE |  | LSLRNNRGSL |
| LFQKRQRRVQ |  | KFTFELAASQ |  | RAMLAGSARR |  | KVTGTAESGT |  | VANANGPEGP |
| NYRSELHIFP |  | ASPGASLGGP |  | EGAHPAAAPA |  | GCVPSPSALA |  | PGYAEPLKGV |
| PPEKFNHTAI |  | SKGYRCPWQE |  | FVSYRDYQSD |  | GRSHTPSPND |  | YRNFNKTPVP |
| FGGPLVGGTF |  | PRPGTPFIPE |  | PLSGLELLRL |  | RPSFNRVAQG |  | WVRNLPESEE |
| L          |  |            |  |            |  |            |  |            |

A: Аланін

C: Цистеїн

D: Аспарагінова кислота

E: Глутамінова кислота

F: Фенілаланін

G: Гліцин

H: Гістидин

I: Ізолейцин

K: Лізин

L: Лейцин

M: Метіонін

N: Аспарагін

P: Пролін

Q: Глутамін

R: Аргінін

S: Серин

T: Треонін

V: Валін

W: Триптофан

Кодований геном білок за функцією належить до фосфопротеїнів. 
Задіяний у такому біологічному процесі, як альтернативний сплайсинг. 
Локалізований у цитоплазмі.